# جراد البحر
جراد البحر أو الإستاكوزا أو أم الربيان أو الشارخة هو نوع من القشريات. يندرج جراد المياه العذبة البحري تحت ثلاث عائلات هي: cambaridae - parastacidae - astacidae. ويعد procambarus clarkii أشهر الأنواع الذي يدرج تحت عائلة cambaridae و له قدرة عالية على الخروج إلى الهواء والحفر والتأقلم والنمو السريع والخصوبة الفائقة.
اللون الأحمر منه والمعروف باسم جراد المستنقعات الحمراء البحري هو الذي انتشر وتوطن في مصر ولونه أحمر مع بعض السواد على الجبهة السطحية من الجسم. والأفراد غير الناضجة قد تكون بلون بني غامق، وقد تكون سوداء إذا أخذت من أماكن مظلمة. ولجراد البحر كلابيات قوية تكون مفلطحة ومثلثة الشكل في الذكور أكثر منها في الإناث. وغالباً ما يحدث تزاوج الجراد البحر في الجحور والشقوق أكثر منه في المياه المفتوحة. ويراوح حجم جراد البحر من 4.5 إلى 12 سنتيمتر. جراد البحر هو واحد من قشريات المياه العذبة، يتعذى على الأسماك الحية والميتة وكذلك النباتات. لجراد البحر أنواع عديدة وظهر في مصر وأمريكا وأستراليا وفرنسا والصين والمكسيك ونيجيريا وغيرهم.
يؤكل جراد البحر -كغيره من القشريات- في أنحاء كثيرة من العالم، ويستفاد من أجزائه كاملة فيما عدا الذيل.
ويتم طهيه من خلال قليه، أو سلقه ليصبح حساء.
يستخدم البعض جراد البحر للزينة، حيث يوضع في أحواض المياه العذبة. وينصح بتوفير حوض ذا مساحة كبيرة وأماكن تمكن الجراد من الاختباء ليلاً.
وتعد استاكوزا بروكامبرس كلاكى (جراد المستنقعات الحمراء البحري) أشهر أنواع جراد البحر ويندرج تحت عائلة كامبا ريدا ويشكل هذا النوع 80% من محصول جراد البحر في العالم وهذا النوع هو المتواجد في المياه المصرية ولهذا الحيوان القدرة الفائقة على حقر البيئة الموجود بها والتعرض للهواء والخروج من الماء والنمو السريع والخصوبة العالية والقدرة على مقاومة الأمراض .

## الشكل الخارجى لجراد البحر
1. يتم قياس نمو جراد البحر عن طريق قياس طول الدرع ( المسافة من أول الفم حتى الحافة الخلفية للخط النصف ظهري ) .
2. تتميز جراد البحر بشكل انسيابي والهيكل الخارجي لها شبه صلب نتية وجود طبقة من الكيتين التي تجعل الهيكل الخارجى صلب مثل الخشب ويتميز الجسم بالشكل المفصلي ويحتوي على العديد من الزوائد .
3. لونها أحمر على الجانبين بينما اللون أسود على الجهة السطحية من الجسم وتظهر الأفراد غير الناضجة جنسياً بني غامق .
4. تحتوي الذكور الناضجة على مخالب للتزاوج عند قواعد الأرجل الثالثة والرابعة بينما تحتوي الإناث الناضجة على مستقبلات منوية .
5. الكلابيات في الذكور الناضجة مثلثة الشكل ومفلطحة أكثر منها في الإناث
6. حجم الحيوان الناضج يتراوح من 4.5:12.5 سم ويختلف ذلك حسب درجة الحرارة وظروف التغذية وتصل جراد البحر إلى أعمار من 12 : 18 شهر في المياه الطبيعية بينما أعماراً جراد البحر الخاصة بالتجارب المعملية تصل إلى 4 سنوات .

## طريقة التكاثر
بعد وصول الذكور والإناث إلى مرحلة النضج الجنسي يتم التزاوج بين الذكور والإناث ويحدث التزاوج عادة في الحجور كما يمكن حدوثه في المياه المفتوحة ويلاحظ أن الإناث تحتوي على مستقبلات منوية حيث يتم تخصيب البويضات داخلها نتجة التزاوج ثم تفقس البويضات في شهر مايو وتلتصق الصغار بأمهاتها وتمر بمرحلتين انسلاخ في خلال 2: 3 أسابيع من الفقس
وبعد ذلك تكون قادرة على ترك أمهاتها وتمر جراد البحر خلال فصل الصيف الأول للنمو بحوالي 11 انسلاخاً حتى تصل إلى مرحلة النضوج ويقل عدد الانسلاخات في فصل الصيف الثاني للنمو وهناك علاقة طردية بين عدد الانسلاخات ودرجة الحرارة وكلما زدات درجة الحرارة زاد عدد الانسلاخات للصغار وأثناء فترة الانسلاخ تمتنع جراد البحر عن الغذاء مما يجعل صيدها صعباً وأثناء دورات الانسلاخ يضعف الهيكل الخارجي لجراد البحر مما يجعلها تحتاج إلى نسبة عالية من الكالسيوم من المياه المحيطة بعد كل انسلاخ مباشرة
لذلك لا تستطيع جراد البحر أن تعيش في المياه التي يقل بها نسبة الكالسيوم 5 ملليجرام / لتر ومن ملاحظة دورة حياة جراد المياه الغذبة البحري في المياه المصرية نجد أنها تمر بموسمين للتزاوج في السنة أحدهما في منتصف الربيع ( سبتمبر ) ويعد شهر مارس هو الفترة النشيطة لجراد البحر حيث ترتفع درجة الحرارة إلى 22م .
ويرتفع مستوى المياه كل من القنوات والأخاديد ( بعد السدة الشتوية ) فتبدأ جراد البحر في الخروج من الجحور وتتحرك في كل الأماكن المتاحة وتبدا في التغذية على المواد النباتية المتحللة والقواقع والأسماك الصغيرة وتصبح الإناث صالحة لحمل البيض بعد إسوعين من التغذية ويختلف عدد البيض تبما لحجم الحيوان حيث نجد أن الحيوانات كبيرة الحجم تعطى عدداً أكبر من البيض مقارنة بالحيوانات صغيرة الحجم وتلجأ الأفراد الناضجة من جراد البحر إلى الاختفاء في جحور تحفرها بنفسها على جوانب القنوات والمجاري المائية عندما تقل درجة حرارة المياه عن 17م وذلك في أواخر الخريف وبداية الشتاء .

### فوائد جراد البحر
1. يمكن الإستفادة منها مصدرًا للبروتين الحيواني حيث يأكل منها 25% من وزنها كلجم .
2. يعد لحمها مصدر للبروتين قليل السعرات الحرارة وغني بقيتامين ب وأملاح الصوديوم - البوتاسيوم - الكالسيوم - المنجنيز .
3. يمكن استخدامها طعامًا في صورة مسلوقة أو محمرة أو مشوية أو مدخنة وذلك بعد غليها لمدة 10 دقائق في الماء بعد صيدها مباشرة بواسطة الفخاخ وهي حية لتفادي موتها وخروج بعض السموم، أو خولها إلى التجميد مباشرة وهي حية وتصبح بذلك غير سامة .[8]